# Volvo Group Venture Capital
Volvo Group Venture Capital Aktiebolag, tidigare Volvo Technology Transfer Aktiebolag, är ett svenskt dotterbolag inom Volvo-koncernen med syfte att skapa värden för Volvos aktieägare genom att utveckla och stödja nya affärer med relevans för Volvokoncernen.

## Huvuduppgifter
- Att aktivt förstärka Volvokoncernens förhållande till ny teknik eller nya tjänster genom att investera i företag och projekt som är av tekniskt och kommersiellt intresse.
- Att aktivt stödja utvecklingen av affärer som bygger på Volvos teknik och som har affärspotential utanför koncernen. På så sätt kan verksamheter utvecklas i nya miljöer och utvecklingskostnaderna kan delas med nya, externa kunder.
- Att stödja utvecklingen av entreprenörskap och innovationer inom Volvo.